# Films pastorat
Films pastorat var ett pastorat inom Svenska kyrkan i Olands och Frösåkers kontrakt av Uppsala stift. Pastoratskod var 010305. Pastoratet låg i västligaste delen av Östhammars kommun och omfattade följande församlingar:
- Films församling
- Dannemora församling
- Morkarla församling

Pastoratet uppgick 2010 i Dannemorabygdens pastorat.